# Monteagudo de las Vicarías
Monteagudo de las Vicarías és un municipi de la província de Sòria, a la comunitat autònoma de Castella i Lleó.

## El castell

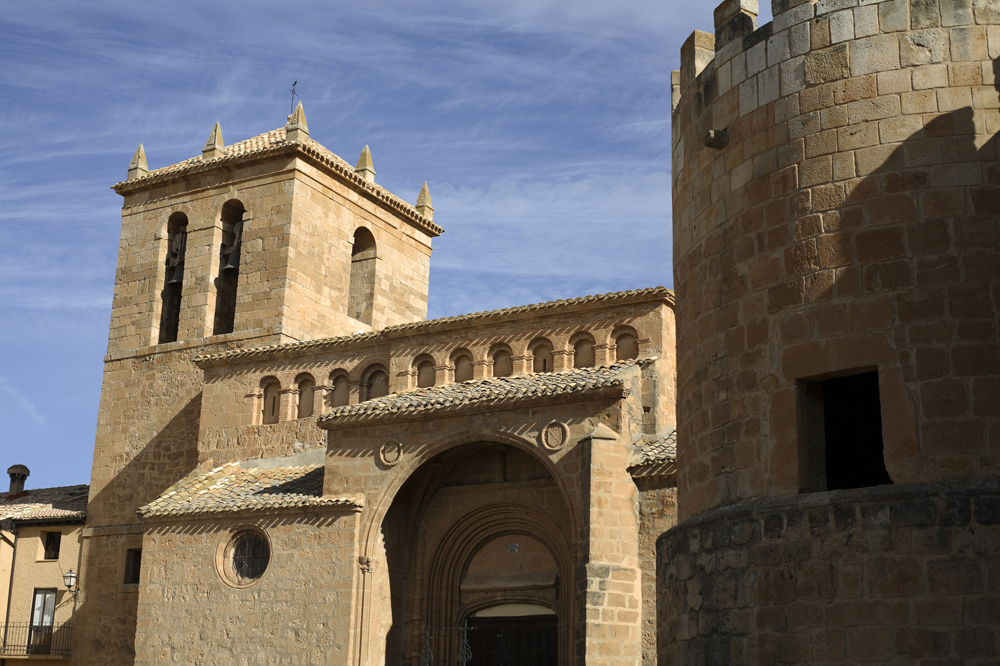
Vista de l'entrada principal i el campanar

El castell de Monteagudo de las Vicarías, resta ubicat en la part sud-est de l'antiga vila fronterera entre els veïns i enemics regnes d'Aragó i Castella. El castell és tan sols una part de les antigues fortificacions i muralles de la vila, de les quals encara en queden algunes restes dempeus, s'alça enfront de les comarques aragoneses com a baluard de defensa.
Es tracta d'una immensa fortalesa del segle xv d'estil gòtic-renaixentista amb massisses torres octogonals en els seus angles. Dues són més grosses i altes que la resta i dominen la comarca. La façana ha sofert importants alteracions en el curs del temps. A l'interior del recinte murallat es conserven encara dues galeries del segle xvi restaurades a la darreria del segle xx i algunes estances adornades amb guixeria de grotescs entorn d'un bell pati renaixentista.
Als anys 1970 es van restaurar els merlets, els arcs apuntats de les portes, troneres i els grans finestrals practicats al llarg del perímetre del castell. Les portes d'accés, ensorrades respecte al pla dels murs en què es troben estan protegides per matacans.

## Personatges il·lustres
María de Mendoza, filla del comte de Monteagudo, va ser la mare del comuner Juan Bravo.